# 唐山博物馆
唐山博物馆位于中国河北省唐山市龙泽南路22号，是一家成立于1996年的国家二级博物馆，据2011年的报道有藏品一万余件，其中珍贵文物400件以上。常设展览有“冀东三枝花”、“唐山历史”、“馆藏艺术品”，常设展览免费对外开放。

## 历史

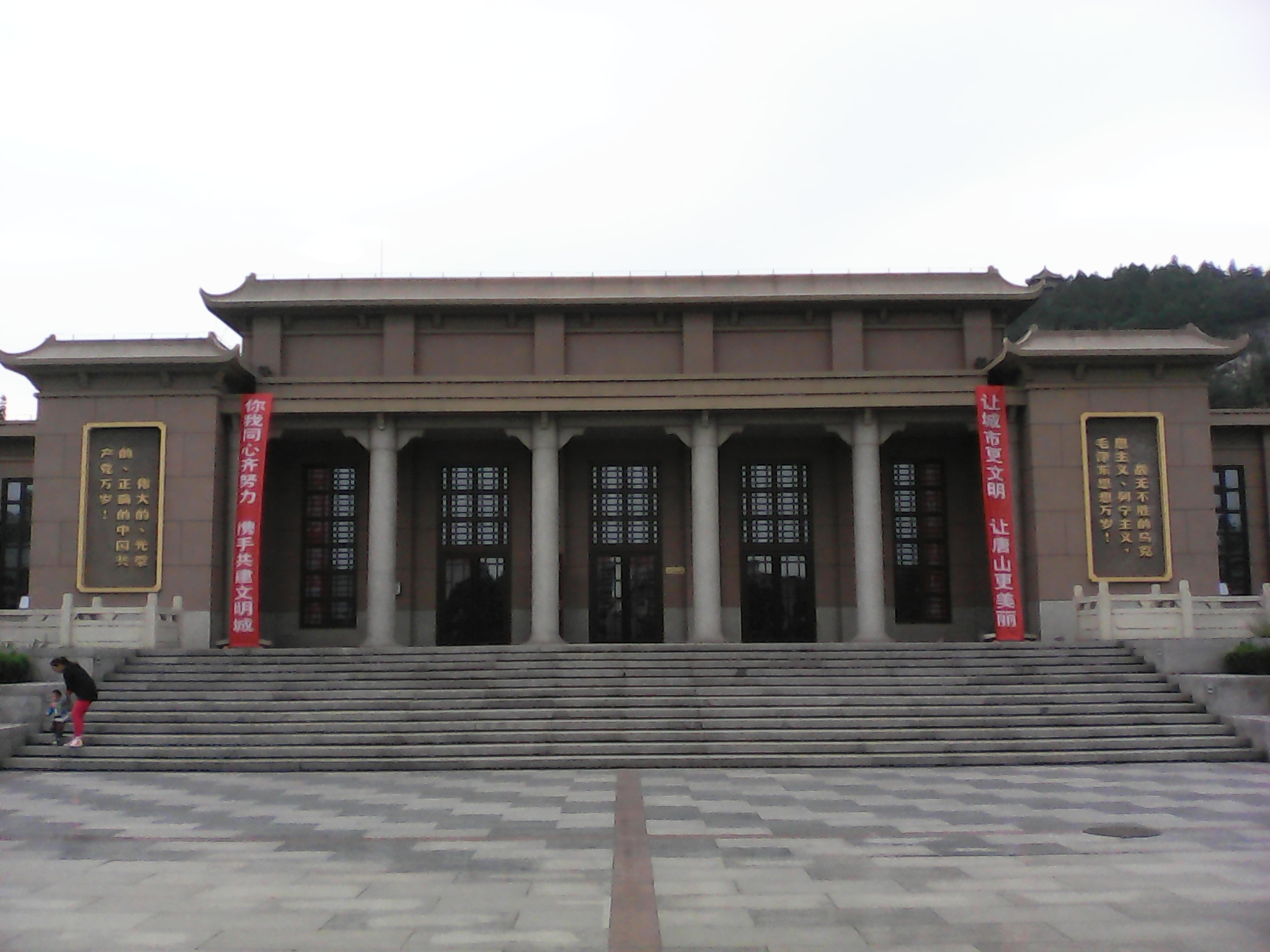
西馆

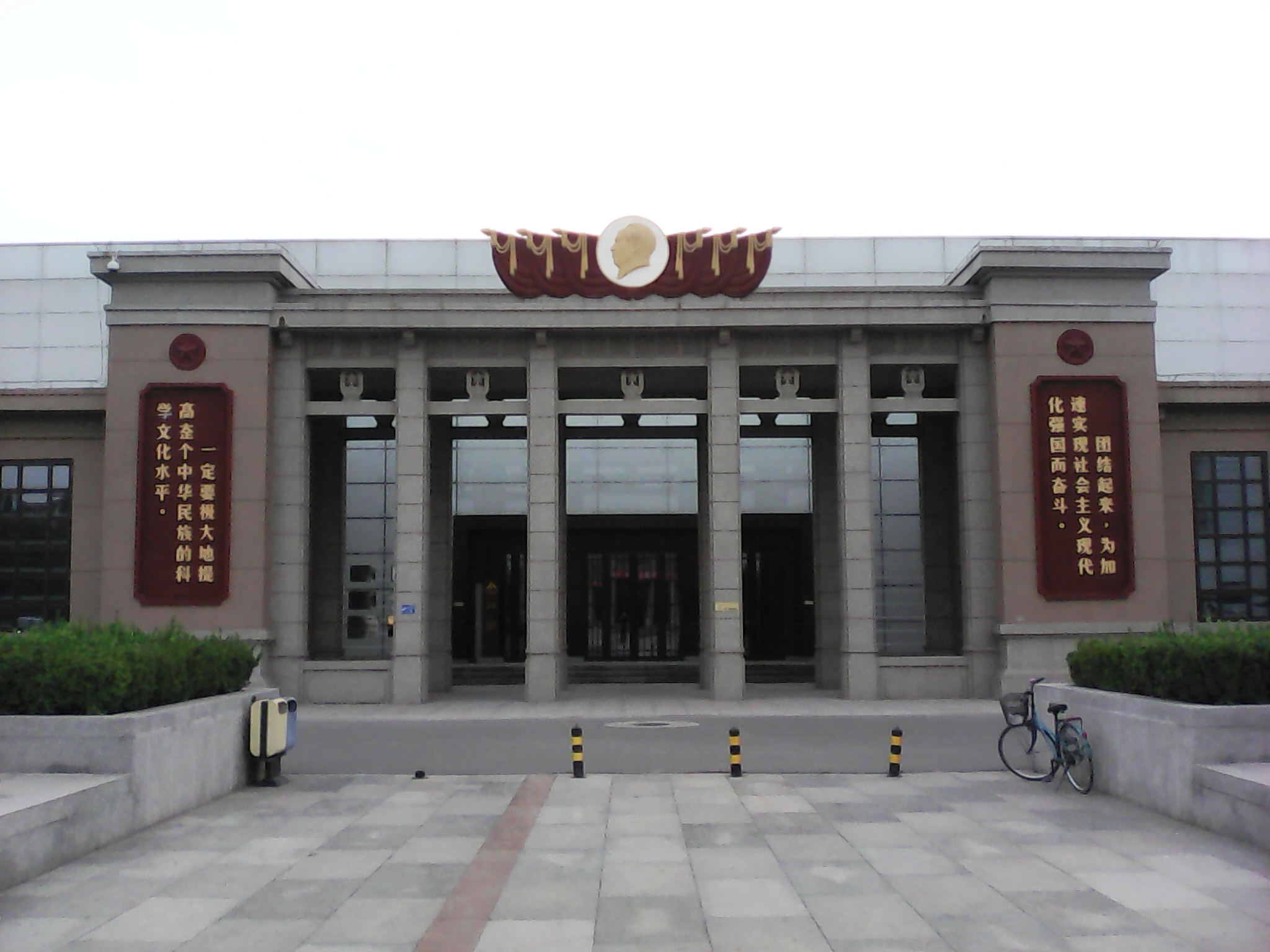
南馆

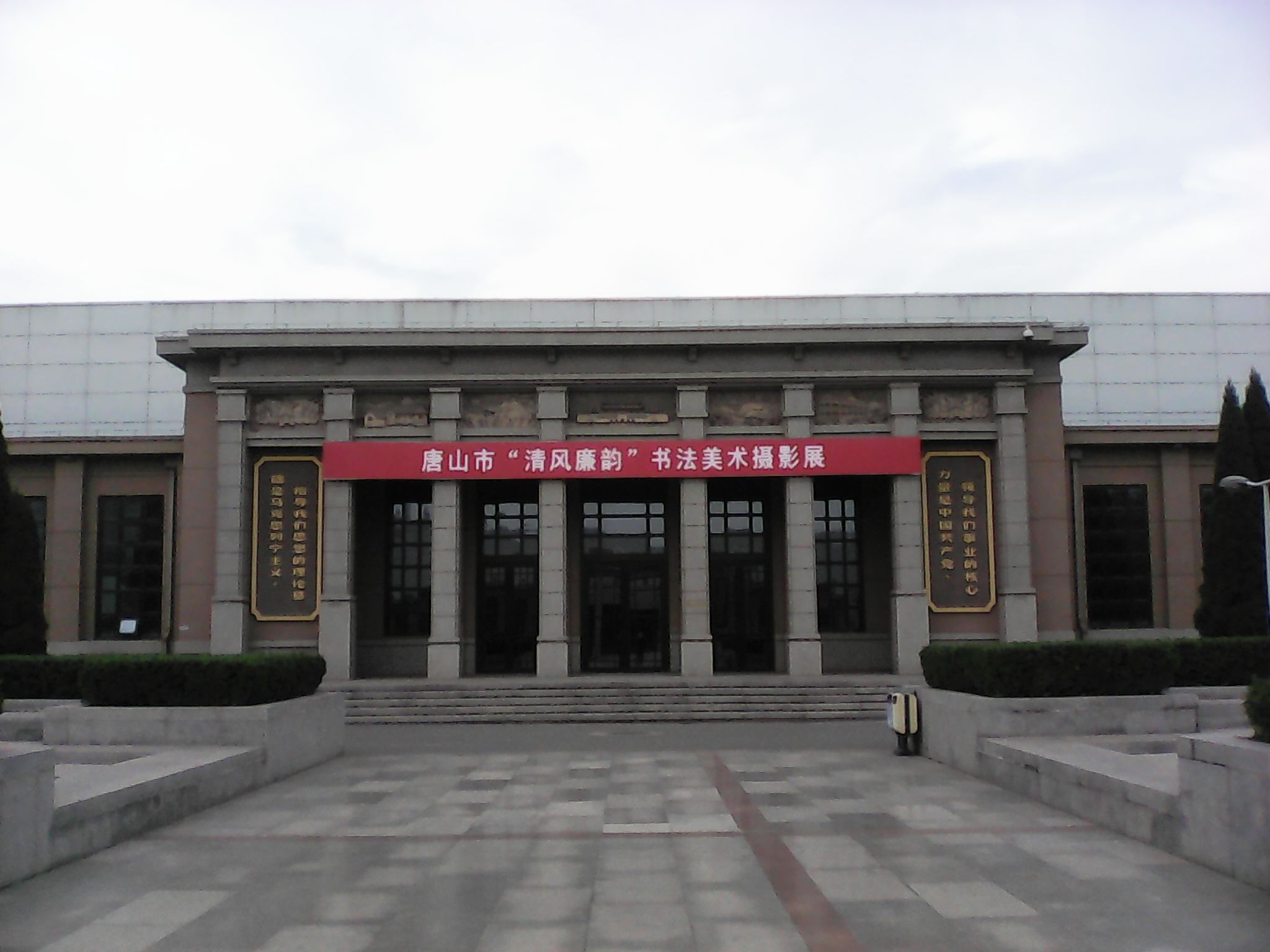
北馆

唐山博物馆成立于1996年唐山大地震20周年之际，址设于原毛泽东思想胜利万岁展览馆（简称“万岁馆”，后改唐山市展览馆）。万岁馆建于文革高潮中的1968年，动用大量唐山人义务劳动而建成，建筑整体坐西朝东，以广场为中心呈“品”字形布局，西馆仿天安门，南馆仿国家博物馆，北馆仿人民大会堂，广场东侧有毛泽东塑像，建筑在唐山大地震中留存。
2009年，唐山博物馆启动改建工程，试开放一年后，博物馆在2012年4月25日正式重新开馆。目前，唐山博物馆的馆舍包括前唐山市展览馆南、北、西三馆以及新建的两个展馆（分别位于南馆与西馆、北馆与西馆之间），即A、B、C、D、E五馆。改建后的唐山博物馆占地面积73亩，建筑面积24,451平方米，展厅面积大约12,000平方米，另有一个约3,000平方米的库房。

## 展览
唐山博物馆的A、B、C馆是为常设展览。A馆展出“冀东三枝花”（唐山皮影、评剧、乐亭大鼓），B馆展出“唐山历史”，C馆为“馆藏艺术品”专题陈列。另外，D馆为学术报告厅、专业图书资料室、餐厅；E馆为临时展馆及青少年实践厅。

## 藏品
据2011年的报道，唐山博物馆馆藏一万余件，其中珍贵文物（国家一级、二级、三级文物）400件以上，展出的文物超过1,600件。迁安县旧石器时代爪村遗址出土的石器、骨器、动物化石，玉田县旧石器时代孟家泉遗址出土的人骨化石、新石器时代大城山遗址出土的陶器、铜器、玉器等是博物馆的特色藏品。